# دی‌بنزازپین
دی‌بنزازپین (به انگلیسی: Dibenzazepine) یک ترکیب شیمیایی با شناسه پاب‌کم ۹۲۱۲ است.